# Gestión aeroportuaria

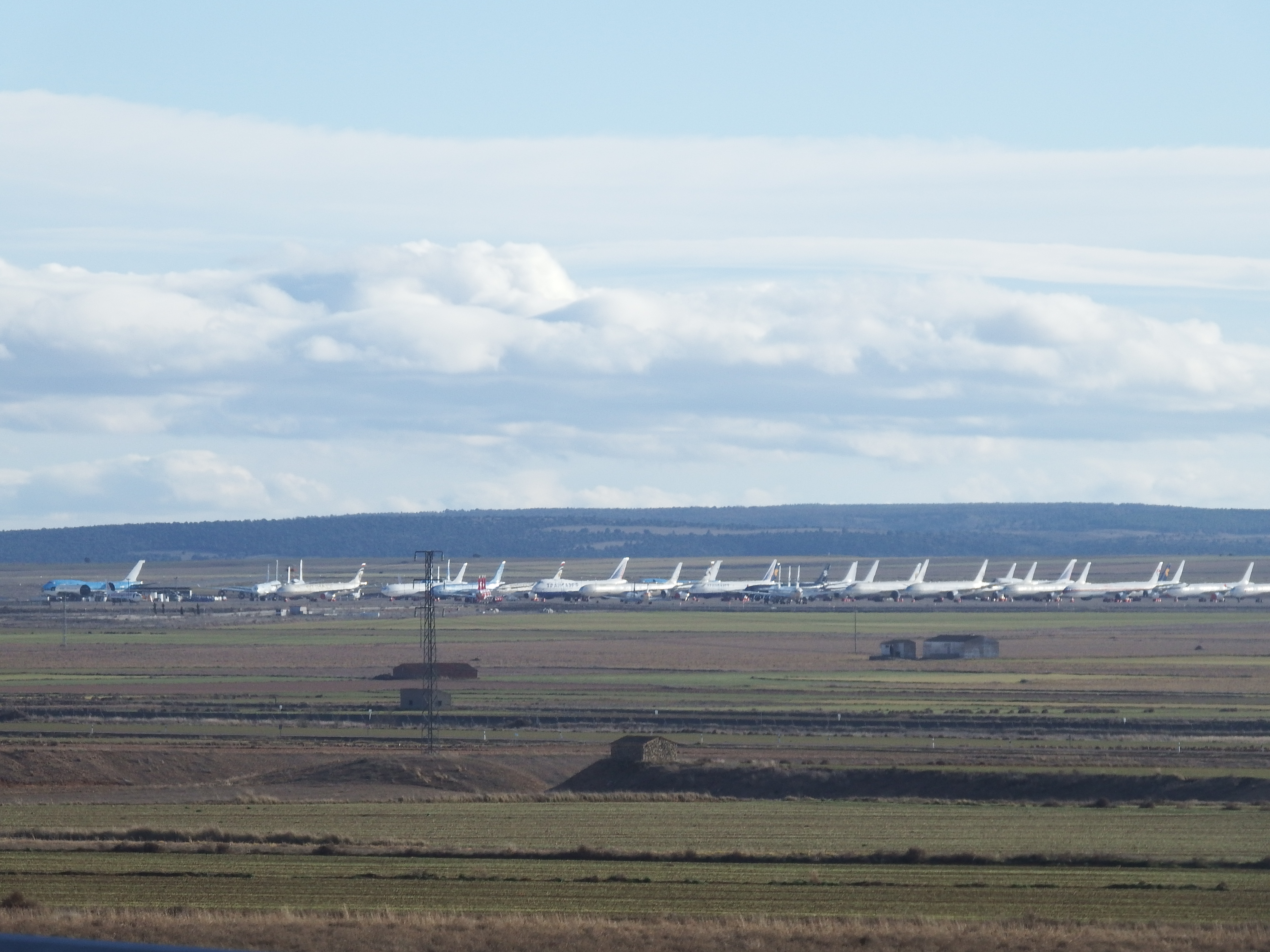
2 de febrero de 2019, Aeropuerto de Teruel, España

La gestión aeroportuaria consiste en asumir y llevar a cabo responsabilidades sobre un proceso aeroportuario incluyendo la preocupación por la disposición de los recursos y estructuras necesarias para que tenga lugar de forma eficiente. La forma más adecuada de gestionar consiste en disponer de procesos que cumplan las necesidades de clientes, proveedores y modelo de negocio permitiendo con unos costes adecuados y obtener resultados que vayan mejorando las actuaciones en sus diferentes procesos. También se consideren aspectos de responsabilidad social, medioambiente y tecnología.
En un aeropuerto existen diferentes tipos de procesos que se deben gestionar de forma adecuada: operaciones, comercial, administrativos, mantenimiento aeroportuario, servicios de handling, seguridad aeropuerto, seguridad operacional, ingeniería y navegación aérea.
La gestión de un aeropuerto plantea un conocimiento del transporte aéreo y de todos los procesos de la aviación que permita conocer la relación entre las diferentes aeronaves y helicópteros según tipología, tamaño y características técnicas.